# نریگلیسار
نریگلیسار (Neriglissar) چهارمین پادشاه امپراتوری بابلی نو بود که از زمان غصب تاج و تخت در سال 560 قبل از میلاد تا مرگش در سال 556 قبل از میلاد سلطنت کرد. او بعد از عزل آمل مردوک و به شاهی رسیدن با یکی از دختران نبوکدنصر دوم ازدواج کرد. بعد از او پسرش، لاباشی مردوک شاه امپراتوری بابل شد.